# Oscar Altamirano Quispe
Óscar Ramiro Altamirano Quispe (Conchán, Cajamarca, 22 de diciembre de 1952) es un ingeniero agrónomo y político peruano. Fue Gobernador Regional de Amazonas en dos periodos (2007-2010) y (2019-2022).

## Biografía
Realizó sus estudios universitario de agronomía en la Universidad Nacional de Cajamarca. Labora como servidor público en el Ministerio de Agricultura - Dirección Agraria Jaén desde 2011.
Tiene una sentencia por asignación alimentaria. En el 2011 fue sentenciado a cuatro años de pena privativa de la libertad suspendida por la adquisición irregular de materiales y no rendición de viáticos.
En el 2006 fue elegido presidente regional de Amazonas para el periodo 2007-2010.
En las elecciones regionales de 2018 participa por Fuerza Amazonense donde obtuvo en primera vuelta el 20.50% de los votos, disputará una segunda vuelta con el candidato Diógenes Celis de Sentimiento Amazonense Regional.

## Controversias

### Denuncia por violación sexual
El programa "ATV Noticias al estilo Juliana", reveló en un reportaje que el gobernador de la Región de Amazonas, Óscar Ramiro Altamirano Quispe, es acusado de amenazar con una pistola a una menor de 14 años en la ciudad de Jaén en el 2019 para ultrajarla. Actualmente, la víctima acaba de cumplir 18 años y ha decidido dar su testimonio en contra de su agresor y decidió mostrar el video que grabó cuando habría sido obligada a tener relaciones. Altamirano podría ir hasta 26 años a la cárcel tras ser hallado culpable, pero actualmente el caso aún continua.

### Presuntos delitos de enriquecimiento ilícito
El medio RPP informo sobre la orden de allanamiento de la vivienda del gobernador regional que el Poder Judicial, la Fiscalía, la Dircocor y la Unidad de Servicios Especiales ordenó por los presuntos delitos de enriquecimiento ilícito y otros, en agravio del hospital de Apoyo Gustavo Lanatta de Luján de Bagua, por los que actualmente viene siendo investigado.